# 佛罗伦萨古典足球

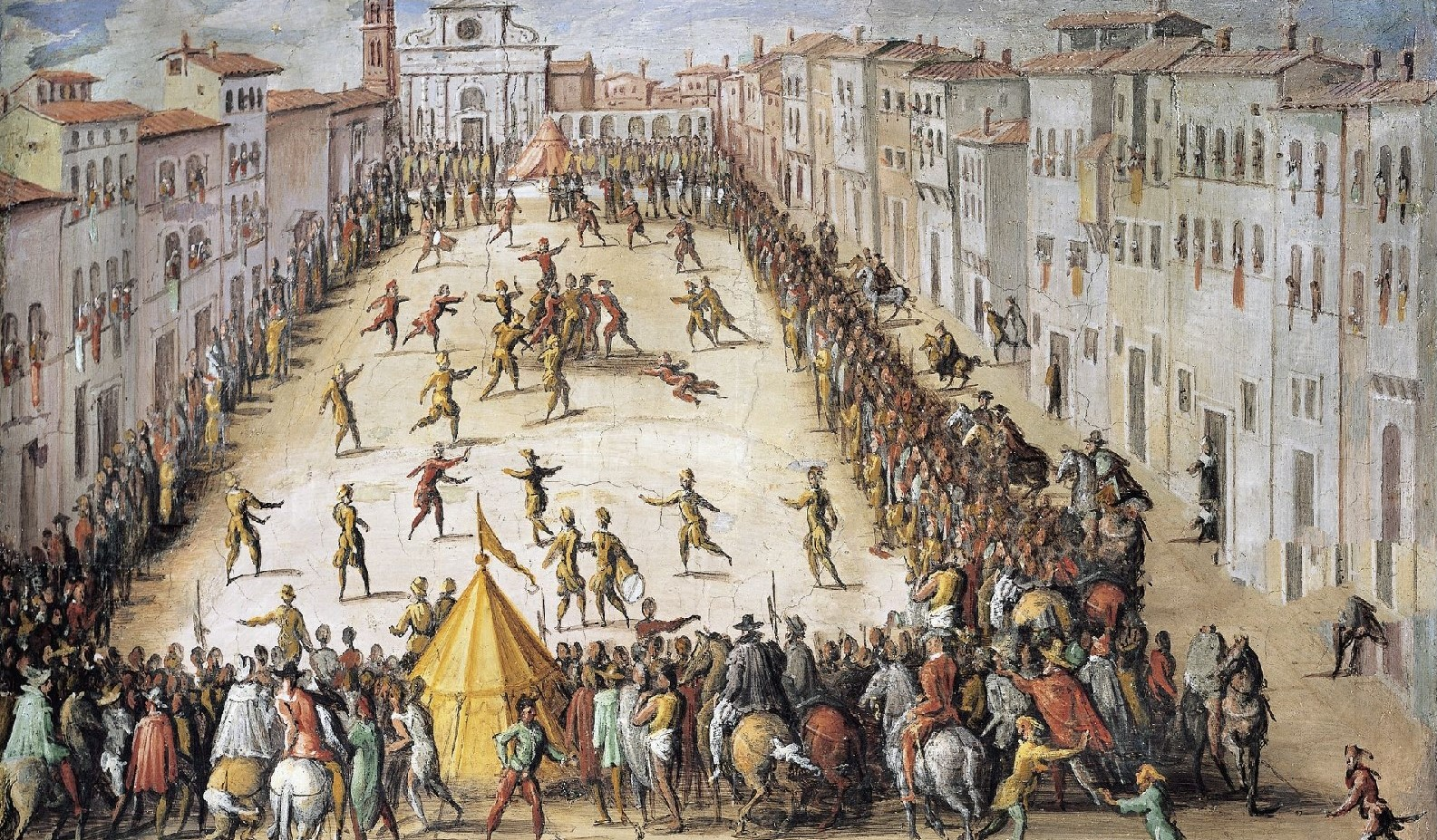
佛罗伦萨古典足球

佛罗伦萨古典足球（ Calcio storico fiorentino ）是起源于中世纪的意大利佛罗伦萨圣十字广场的一種足球類運動。 佛罗伦萨古典足球的决赛于6月24日举行。